# タイキ (化粧品)
株式会社タイキ（タイキ、英語: Taiki Corporation.,LTD.）は、化粧品・化粧用具の製造・販売を主な事業とする日本の企業である。
国内外の大手化粧品メーカーを含む約450社以上と取引実績があり、素材開発から製品化まで総合的なOEMを行う。特許や実用新案をはじめ多くの知財を保有しており、保有特許件数は2018年時点で89件。

## 概要
1930年、日本初の海綿輸入及び加工販売を目的とした中村商店を神戸で創業。化粧品・化粧品用具の総合メーカーとして、多岐にわたる製品を開発している。天然海綿の化学的成分の特徴に注目して開発した化粧用スポンジは、1966年に資生堂から発売された。トウモロコシ由来の合成繊維毛材を用いたパウダー化粧料用ブラシ「タフレ（TAfrE）」および銀を繊維に練り込み抗菌性を実現した「Agタフレ（Ag-TAfrE）」は、白鳳堂、竹宝堂といった熊野筆や、ナチュラル・オーガニックコスメブランドMiMC（エムアイエムシー）で採用されている。

## 沿革
タイキグループ公式サイトより：
- 1930年（昭和5年）- 我国初の海綿輸入及び加工販売を目的とした中村商店を神戸で創業。
- 1960年（昭和35年）- 中村商店を法人組織に改め、中村物産株式会社を設立。
- 1961年（昭和36年）- 海綿、合成スポンジなどの化粧用具を本格的に生産開始。西宮工場を新設。
- 1976年（昭和51年）- 三喜株式会社を設立。東京銀座に東京支店を開設。
- 1993年（平成5年）- 株式会社タイキを設立。
- 1994年（平成6年）- 大阪工場が医薬部外品製造業許可を取得。岡山に株式会社ケナック山陽工場を建設し、化粧品製造業許可を取得。
- 1996年（平成8年）- 代表取締役社長中村憲司（現会長）、「化粧用塗布具の発明考案に精励」により黄綬褒章受章。
- 1998年（平成9年）- 株式会社ユノス瀬戸（旧ケナック）工場を建設。
- 1999年（平成11年）- 株式会社タイキをグループの中核企業とした新体制を発足。
- 2005年（平成17年）- 代表取締役社長中村憲司（現会長）、旭日双光章を受章
- 2020年（令和2年）- 創業90周年を迎える。

## 国内拠点
- 株式会社タイキ
  - 大阪本社（大阪府大阪市都島区）
  - 研究開発センター（R&D)（大阪府大阪市都島区）
  - 東京支店（東京都中央区）
- 株式会社ユノス
  - 山陽工場（岡山県赤磐市）
  - 瀬戸工場（岡山県岡山市）
  - 瀬戸第二工場（岡山県岡山市）
  - 岡山SCMセンター（岡山県赤磐市）

## 海外拠点
- 販売事業所
  - タイキ化粧品（上海）有限公司（中国）
  - TIKG シンガポール
  - TAIKIコリア Co.,Ltd.
  - タイキコスメティックヨーロッパS.A.S
  - タイキUSAlnc.
- 生産工場
  - 営口三喜加工有限公司（中国・遼寧省）
  - タイキマニュファクチャリング（マレーシア）SDN.BHD.（マレーシア・ペナン）
  - タイキカンボジアCo.,Ltd.
- 協力会社
  - UTAMA（インドネシア）
  - DKTK（韓国）
  - 成真化粧品製造（天津）有限公司（中国）

## 化粧品OEM
素材・中身・外装の開発、特許申請、製品開発・設計、製品化までの一連の流れに対応する。製品の種類は、
- 化粧用スポンジ、化粧用パフ、チップ、ブラシ関連
- ウエットシート、フェイシャルマスク
- スキンケア製品、メーキャップ製品
- 化粧品容器、販売促進関連（小型サンプル製品）、グッズ関連、衛生用品

## オリジナルブランド
- ユノス（Yunos）- 衛生対策用品、フェイシャルマスク、クレンジング
- 彩丹（Saitan, サイタン） - 化粧下地、保湿乳液

## 主な保有特許
（　）内は発明の名称。
- フェイシャルマスク（パックシート包装体）- 特許6265440号。薬液が湿潤され、Z折りしたパックシートを積み重ねて収納できるパックシート包装体。シートが広がった状態で取り出すことができる。
- フェイシャルマスク（フェイスマスク）- 特許3866555号。化粧液を含有する液体含浸基材と液体遮断フィルムが重ね合わせ、折畳まれて、密封可能な封入袋に収納されたフェイスマスク。
- ウエットシート（ポップアップ式のパックシート包装体）- 特許5309315号。顔形状に形成されたパックシートを使用時に展開できるように折り畳み、積層し、上面に開閉自在な取り出し口を有する包装容器で包装した、ポップアップ式の包装体。
- 化粧用スポンジ（化粧用塗布具）- 特許4505652号、DuoSpoge（商標5353793）。連続気泡スポンジをスライスした面を塗布面とし、基材を挟む形で接合された、化粧用塗布具。
- タフレ（パウダー化粧料用ブラシ） - 特許5386697号、TAfrE （商標5688313）。S撚りとZ撚りの合成繊維毛材を穂先部に備えた、パウダー化粧料用ブラシ。